# Aprostocetus fuscosus
Aprostocetus fuscosus är en stekelart som beskrevs av Boucek 1988. Aprostocetus fuscosus ingår i släktet Aprostocetus och familjen finglanssteklar. Inga underarter finns listade i Catalogue of Life.